# راي بنتلي
راي بنتلي (بالإنجليزية: Ray Bentley)‏ هو لاعب كرة قدم أمريكية أمريكي، ولد في 25 نوفمبر 1960 في غراند رابيدز في الولايات المتحدة.

## وصلات خارجية
- راي بنتلي على موقع مرجع كرة القدم المحترفة.كوم (الإنجليزية)